# Ron de Venezuela

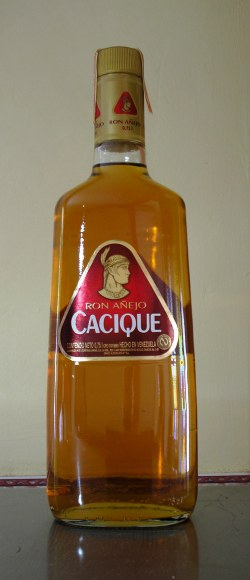
Botella de ron Cacique

Ron de Venezuela es una denominación de origen controlada otorgada por el SAPI desde el año 2003 a los principales rones de Venezuela que cumplen con los requisitos de tener en el total de sus componentes rones de un mínimo de dos años de envejecimiento en barrica de roble blanco y 40 grados de alcohol anhidro. En el 2014 Venezuela fue reconocida mundialmente con los galardones de mejor ron del mundo y mejor destilería del mundo en el Concurso Internacional de Cata celebrado en Madrid, España.

## Requisitos de designación
Es necesario resaltar que en Venezuela se prohíbe alterar la mezcla del ron con sustancias que aporten color, sabor o aroma de manera artificial. Además de no permitirse la reposición de las mermas de la barrica durante el añejamiento – producto de la evaporación – con alcohol base.
Esta denominación permite diferenciar a los rones venezolanos de los del resto del mundo.[cita requerida] Las marcas de ron que abanderan esta denominación de origen son :
- Ron Diplomático[2]
- Ron Santa Teresa
- Ron Roble Viejo [3]
- Ron Carúpano
- Ron Pampero
- Ron Cacique
- Ron Ocumare
- Ron Veroes
- Ron El Muco
- Ron Cañaveral
- Ron Estelar De Luxe
- Ron Tepuy
- Ron Bodega 1800
- Ron Quimera
- Ron Añejo Barrica
- Ron Calazan
- Ron Caballo Viejo
- Ron Bucare